# تمرد إسكس

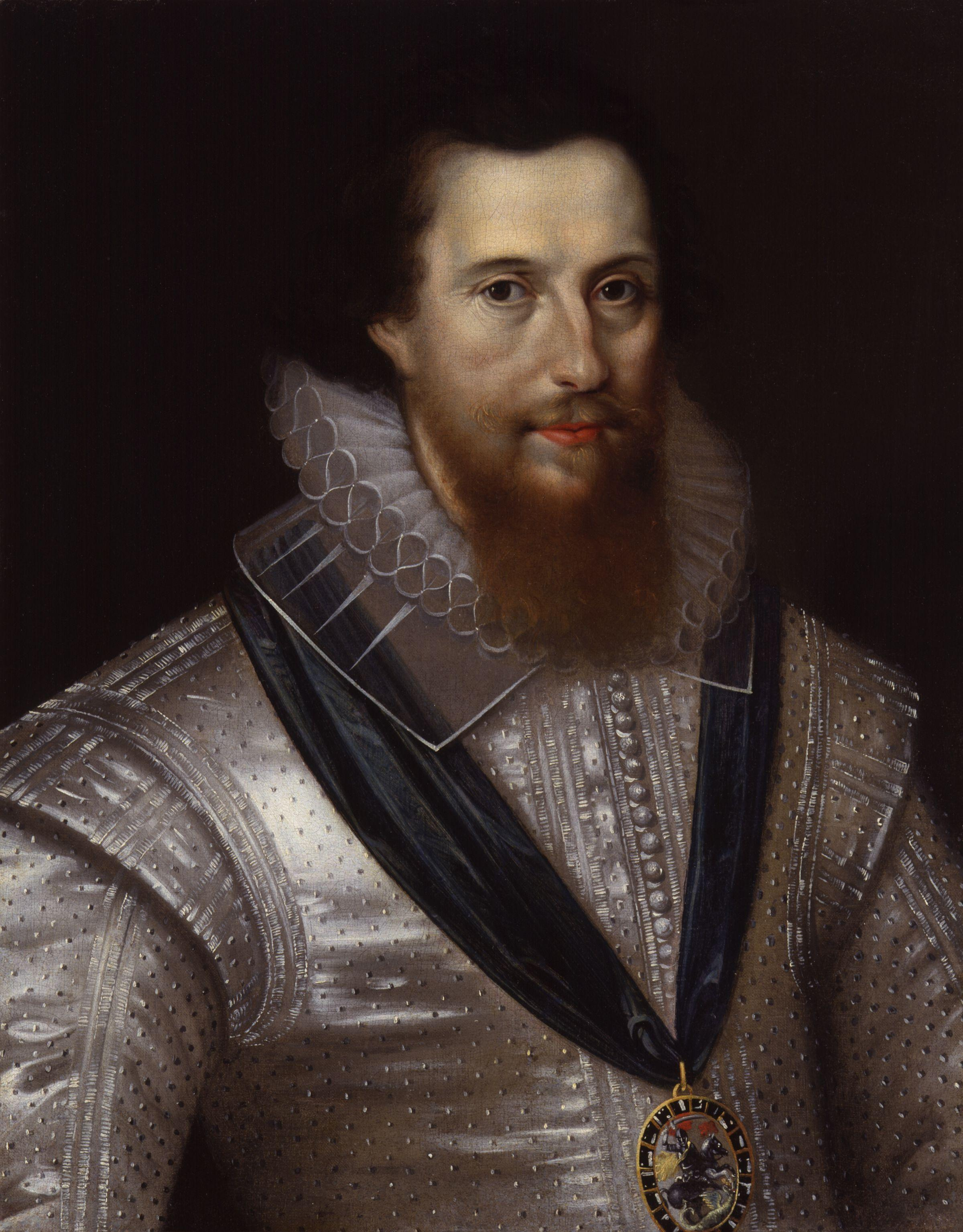
صورة لإيرل إسكس رسمت من قبل ماركوس غيررتس الأصغر

تمرد إسكس ثورة فاشلة بقيادة روبرت ديفيروكس، إيرل إسكس الثاني، في عام 1601 ضد إليزابيث الأولى ملكة إنجلترا وفصيل المحكمة بقيادة السير روبرت سيسيل لاكتساب المزيد من النفوذ في المحكمة.